# Бошко Косановић
Бошко Косановић (Босански Петровац, 1913 — Београд, 1974) био је југословенски и српски филмски режисер и сценариста. Косановић је пре уласка у свет филма био испитивач заробљеника у југословенској тајној полицији ОЗН. Каријеру је започео 1954. године, када је режирао и написао сценарио за кратки филм На граници, а активно је радио све до смрти, 1974. године.

## Филмографија
Бошко је углавном радио на документарним филмовима, а његова најпознатија остварења у режирању су филмови Кућа на обали (1954) и филм Мале ствари (1957). За сва своја остварења у режији је писао сценарио, осим за филм Мале ствари.
| Год.     | Назив                                  | Жанр                 | Награда \|- style="background: Lavender; text-align:center; " | 1950.-те | 1950.-те | 1950.-те | 1950.-те |
| 1951     | На граници                             | кратки               |                                                               |          |          |          |          |
| 1954     | Кућа на обали                          | драма                |                                                               |          |          |          |          |
| 1956     | Клисура                                | драма                |                                                               |          |          |          |          |
| 1957     | Мале ствари                            | драма                |                                                               |          |          |          |          |
| 1960.-те |                                        |                      |                                                               |          |          |          |          |
| 1961     | Вода је бело злато                     | кратки, документарни |                                                               |          |          |          |          |
| 1961     | Снага машина је човек                  | кратки, документарни |                                                               |          |          |          |          |
| 1961     | Луке су врата света                    | документарни, кратки |                                                               |          |          |          |          |
| 1962     | Помград                                | документарни, кратки |                                                               |          |          |          |          |
| 1962     | Гепистраживања у земљи и иностранству  | документарни, кратки |                                                               |          |          |          |          |
| 1967     | Храна, храна                           | документарни, кратки |                                                               |          |          |          |          |
| 1968     | Куће на текућој траци                  | кратки               |                                                               |          |          |          |          |
| 1968     | Пешачки пролази                        | кратки               |                                                               |          |          |          |          |
| 1969     | Седам дана југословенских стипендиста  | документарни, кратки |                                                               |          |          |          |          |
| 1970.-те |                                        |                      |                                                               |          |          |          |          |
| 1971     | Насеље је дошло путем на Миљаковац     | документарни, кратки |                                                               |          |          |          |          |
| 1971     | Подземне артерије града                | документарни, кратки |                                                               |          |          |          |          |
| 1971     | Индустријска изградња станова - Инпрос | документарни, кратки |                                                               |          |          |          |          |
| 1971     | Кожа и скај                            | документарни, кратки |                                                               |          |          |          |          |
| 1971     | Коњарник - Прва и другамесна заједница | документарни, кратки |                                                               |          |          |          |          |
| 1971     | Карабурма - IX етапа                   | документарни, кратки |                                                               |          |          |          |          |
| 1973     | Насеље сунца — Блок 45                 | документарни, кратки |                                                               |          |          |          |          |
| 1974     | Реконструкција блокова                 | документарни, кратки |                                                               |          |          |          |          |
| 1974     | Градило смо...Петље                    | документарни, кратки |                                                               |          |          |          |          |